# Фестивал тамбурашких оркестара Србије
Фестивал тамбурашких оркестара Србије је музичка манифестација која се од 1989. године под овим именом одржава у Руми.
Пре 1989. године фестивал се одржавао као вече тамбурашких оркестара Фестивала музичких друштава Војводине. Фестивал се одржава у две фестивалске вечери, са укупно 10 до 12 великих тамбурашких оркестара. 
Организатор фестивала је Културни центар „Брана Црнчевић” из Руме.